# Muş (Provinz)
Muş (armenisch Մուշ Musch, kurdisch Mûş) ist eine Provinz der Türkei und zählt mit 8650 km² zu den kleineren Provinzen. Die Hauptstadt der Provinz ist Muş und liegt etwa 750 Kilometer östlich von Ankara entfernt. Am Süphan Dağı (4058 m) kommt sie dem Vansee auf 20 km nahe.

## Geografie
37,9 Prozent der Fläche der Provinz besteht aus Plateaus, 34,9 Prozent aus Bergen und die restlichen 27,2 Prozent aus Tälern. Das Tal von Muş erstreckt sich zwischen zwei in Nordost-Südwest-Richtung verlaufenden Ketten des östlichen Taurusgebirges. Die Stadt Muş liegt auf 1404 m Höhe. Die niedrigste Höhe im Tal beträgt 1300 m, der höchste Gipfel ist mit 2950 m Höhe der Bilican Tepe (auch Ziyaret oder Vangesor genannt). Der Berg Akdoğan, auch Hamurpet genannt, im Norden der Provinz erreicht eine Höhe von 2879 m. Das Bilicangebirge liegt zwischen Bulanık und Liz. Nach Süden hin nimmt die Höhe des Gebirges zu. Richtung Bulanık wird das Gebirge niedriger, bis es abrupt endet. Andere Gipfel sind der Avni Kalesi Tepe mit 2754 m, der Şeyhtokum mit 2300 m, der Karaburun mit 2500 m, der Hasan Tepe, der Akdoğan (Hamurpet), der Şerafettin, der Haçreş (Karaçavuş, Çavuş), der Otluk und der Yakupağa.
Der Murat entspringt nördlich des Vansees am Berg Aladağ und der aus dem Süden kommende Karasu fließt in Ost-West-Richtung durch den Süden der Provinz. Beide treffen sich nordwestlich der Provinzhauptstadt. Kleinere Flüsse sind der Heronek (24 km), der Liz (32 km) und der Memanlı (24 km).
Der Große Hamurpetsee (Akdoğan Gölü) im Landkreis Varto liegt auf einer Höhe von 2149 m und hat 21 m Tiefe bei einer Fläche von 1088 km². Der See wird durch Quellen und Schmelzwasser aus den Bergen gespeist. Am und im See leben unter anderem Kraniche, Karpfen, Gänse und Biber. Der Kleine Hamurpetsee etwa 300 m südlich des großen liegt 2173 m hoch und hat eine Fläche von nur 149 km². Er ist mit 47 m tiefer als der Große Hamurpetsee und fließt diesem unterirdisch zu.

### Lage
Die Provinz grenzt im Norden an die Provinz Erzurum, im Osten an die Provinz Ağrı, im Süden die Provinzen Bitlis und Batman, im Südwesten an die Provinz Diyarbakır und im Westen an die Provinz Bingöl.

### Verwaltungsgliederung
Die Provinz gliedert sich in sechs Landkreise (İlçe):
| - Muş - Varto (kurdisch: Gimgim) - Hasköy (kurdisch: Dêrxas) | - Korkut (kurdisch: Têlî) - Bulanık (kurdisch: Kop) - Malazgirt (kurdisch: Milazgir oder Kelê) |

| Kreis- code 1  | Landkreis      | Fläche 2 (km²) | Bevölkerung (2020) 3 | Bevölkerung (2020) 3       | Anzahl der Einheiten   | Anzahl der Einheiten  | Anzahl der Einheiten | Dichte (Ew./km²) | städt. Anteil (in %) | Sex Ratio 4 | Grün- dungs- da- tum 5, 6 |
| Kreis- code 1  | Landkreis      | Fläche 2 (km²) | Landkreis (İlçe)     | Verwal- tungssitz (Merkez) | Gemein- den (Belediye) | Stadt- viertel (Mah.) | Dörfer (Köy)         | Dichte (Ew./km²) | städt. Anteil (in %) | Sex Ratio 4 | Grün- dungs- da- tum 5, 6 |
| -------------- | -------------- | -------------- | -------------------- | -------------------------- | ---------------------- | --------------------- | -------------------- | ---------------- | -------------------- | ----------- | ------------------------- |
| 1213           | Bulanık        | 1.948          | 80.570               | 29.528                     | 7                      | 29                    | 56                   | 41,4             | 55,94                | 959         |                           |
| 1801           | Hasköy         | 264            | 26.278               | 14.869                     | 2                      | 12                    | 17                   | 99,5             | 66,05                | 969         | 1987                      |
| 1964           | Korkut         | 775            | 24.957               | 3.646                      | 2                      | 7                     | 30                   | 32,2             | 26,41                | 957         | 1990                      |
| 1510           | Malazgirt      | 1.595          | 50.496               | 20.314                     | 2                      | 16                    | 74                   | 31,7             | 43,45                | 950         |                           |
| 1534           | Muş Merkez     | 2.750          | 197.555              | 114.231                    | 9                      | 50                    | 94                   | 71,8             | 69,80                | 962         |                           |
| 1711           | Varto          | 1.318          | 31.261               | 10.691                     | 1                      | 7                     | 93                   | 23,7             | 34,20                | 974         |                           |
| 49 PROVINZ Muş | 49 PROVINZ Muş | 8.650          | 411.117              |                            | 23                     | 121                   | 364                  | 47,5             | 58,27                | 961         |                           |

## Bevölkerung
Die Bevölkerungsmehrheit bilden sunnitische Kurden. Daneben gibt es alevitische Kurden, Türken und Tscherkessen in Muş.

### Ergebnisse der Bevölkerungsfortschreibung
Nachfolgende Tabelle zeigt die jährliche Bevölkerungsentwicklung nach der Fortschreibung durch das 2007 eingeführte adressierbare Einwohnerregister (ADNKS). Zusätzlich sind die Bevölkerungswachstumsrate und das Geschlechterverhältnis (Sex Ratio d. h. Anzahl der Frauen pro 1000 Männer) aufgeführt. Der Zensus von 2011 ermittelte 412.430 Einwohner, das sind über 41.200 Einwohner weniger als zum Zensus 2000.

| Jahr | Bevölkerung am Jahresende | Bevölkerung am Jahresende | Bevölkerung am Jahresende | Wachstums- rate der Be- völkerung (in %) | Geschlechter verhältnis (Frauen auf 1000 Männer) | Rang (unter den 81 Provinzen) |
| Jahr | gesamt                    | männlich                  | weiblich                  | Wachstums- rate der Be- völkerung (in %) | Geschlechter verhältnis (Frauen auf 1000 Männer) | Rang (unter den 81 Provinzen) |
| ---- | ------------------------- | ------------------------- | ------------------------- | ---------------------------------------- | ------------------------------------------------ | ----------------------------- |
| 2020 | 411.117                   | 209.647                   | 201.470                   | 961                                      | 0,56                                             | 48                            |
| 2019 | 408.809                   | 208.534                   | 200.275                   | 960                                      | 0,20                                             | 49                            |
| 2018 | 407.992                   | 208.431                   | 199.561                   | 0,85                                     | 957                                              | 49                            |
| 2017 | 404.544                   | 205.658                   | 198.886                   | –0,48                                    | 967                                              | 48                            |
| 2016 | 406.501                   | 207.190                   | 199.311                   | –0,54                                    | 962                                              | 47                            |
| 2015 | 408.728                   | 208.329                   | 200.399                   | –0,61                                    | 962                                              | 47                            |
| 2014 | 411.216                   | 209.668                   | 201.548                   | –0,32                                    | 961                                              | 47                            |
| 2013 | 412.553                   | 210.513                   | 202.040                   | –0,17                                    | 960                                              | 47                            |
| 2012 | 413.260                   | 211.516                   | 201.744                   | –0,35                                    | 954                                              | 47                            |
| 2011 | 414.706                   | 212.717                   | 201.989                   | 1,92                                     | 950                                              | 46                            |
| 2010 | 406.886                   | 207.115                   | 199.771                   | 0,59                                     | 965                                              | 47                            |
| 2009 | 404.484                   | 207.251                   | 197.233                   | 0,04                                     | 952                                              | 47                            |
| 2008 | 404.309                   | 207.270                   | 197.039                   | –0,30                                    | 951                                              | 47                            |
| 2007 | 405.509                   | 206.589                   | 198.920                   | −                                        | 963                                              | 47                            |
| 2000 | 453.654                   | 236.214                   | 217.440                   |                                          | 921                                              | 46                            |

### Volkszählungsergebnisse
Nachfolgende Tabellen geben den bei den 14 Volkszählungen dokumentierten Einwohnerstand der Provinz Muş wieder.
Die Werte der linken Tabelle sind E-Books (der Originaldokumente) entnommen, die Werte der rechten Tabelle entstammen der Datenabfrage des Türkischen Statistikinstituts – abrufbar über diese Webseite:
| Jahr | Bevölkerung | Bevölkerung | Rang |
| Jahr | Provinz     | Türkei      | Rang |
| ---- | ----------- | ----------- | ---- |
| 1935 | 143.899     | 16.158.018  | 51   |
| 1940 | 73.939      | 17.820.950  | 60   |
| 1945 | 82.699      | 18.790.174  | 60   |
| 1950 | 107.286     | 20.947.188  | 59   |
| 1955 | 136.401     | 24.064.763  | 63   |
| 1960 | 167.638     | 27.754.820  | 62   |

| Jahr | Bevölkerung | Bevölkerung | Rang |
| Jahr | Provinz     | Türkei      | Rang |
| ---- | ----------- | ----------- | ---- |
| 1965 | 198.716     | 31.391.421  | 59   |
| 1970 | 234.250     | 35.605.176  | 57   |
| 1975 | 267.203     | 40.347.719  | 56   |
| 1980 | 302.406     | 44.736.957  | 52   |
| 1985 | 339.492     | 50.664.458  | 52   |
| 1990 | 376.543     | 56.473.035  | 48   |
| 2000 | 453.654     | 67.803.927  | 46   |

Anzahl der Provinzen bezogen auf die Zensusjahre:
- 1927, 1940 bis 1950: 63 Provinzen
- 1935: 57 Provinzen
- 1955: 67 Provinzen
- 1960 bis 1985: 73 Provinzen
- 1990: 73 Provinzen
- 2000: 81 Provinzen

### Gemeinden (Belediye)
Außer der Provinzhauptstadt und den fünf Kreisstädten gab es Ende 2020 noch folgende 17 Gemeinden (türk. Belediye):
- Sungu (5767)
- Erentepe (4100)
- Yaygın (3937)
- Konukbekler (3083)
- Altınova (2946)
- Kızılağaç (2884)
- Elmakaya (2617)
- Rüstemgedik (2515)
- Düzkışla (2487)
- Serinova (2263)
- Uzgörür (2256)
- Karaağaçlı (2109)
- Yoncalı (2055)
- Sarıpınar (2002)
- Kırköy (1887)
- Yeşilova (1740)
- Konakkuran (1624 Einw.)

### Dörfer
Die 365 Dörfer der Provinzen haben eine Gesamtbevölkerung von 171.566 Einwohnern, was einem Durchschnittswert von 470 Einwohnern pro Dorf entspricht.
- zwei Dörfer haben über 2000 Einwohner: Kırkgöze, Kreis Bulanik (2496) und Kepenek, zentr. Landkreis (2321 Einw.),
- weitere 43 Dörfer haben mehr als 1000 Einwohner: Çöğürlü, zentr. Landkr. (1971), Balotu, Kr. Bulanik (1917), Tandoğan, zentr. Landkr. (1823 Einw.) …,
- 54 Dörfer haben 100 oder weniger Einwohner,
- 231 Dörfer haben weniger Einwohner als der Durchschnitt (470).

## Geschichte

### Vorgeschichte
Das Gebiet der heutigen Provinz Muş war offensichtlich ab dem 6. Jahrtausend v. Chr. bis heute kontinuierlich bewohnt. Die ältesten beiden Fundstellen datieren in die Halaf-Kultur. Die Siedlungen in der Talebene lagen seit der Frühen Bronzezeit verkehrsgünstig an einer Handelsroute für Obsidian und Metallerze (Silber, Kupfer, Blei) durch die ansonsten unwegsamen Berge. Mehrere Fundorte werden nach Art der Topfscherben der südkaukasischen Kura-Araxes-Kultur zugeordnet.

### Altertum und Antike
Das erste Schriftdokument, das über Muş berichtet, stammt aus der Zeit des assyrischen Königs Salmanassar I. (1274–1245 v. Chr.). Darin wird über eine Nairi-Föderation in Ostanatolien berichtet. Im 13. Jahrhundert v. Chr. siedelten die Urartäer, die vermutlich aus der Nairi-Föderation hervorgingen, in Muş. Die kommenden Jahrhunderte wurden durch den Konflikt von Urartu mit Assyrien beherrscht.
Urartu wird im 9. Jahrhundert unter König Sarduri I. zu einem Reich vereint. Unter König Menua ist Urartu ein mächtiges Reich und umfasst ganz Ostanatolien. Eine Festung bei Kayalıdere im Landkreis Varto stammt aus der Zeit des Königs Argišti I. (764–735). Urartu zerfiel spätestens 585, nachdem es jahrelang gegen Assyrien und einfallende Völker wie Kimmerer und Skythen ankämpfen musste. Muş war eine wichtige Station auf dem Königsweg Urartus. Der Weg kam vom Osten von der Hauptstadt Tuspa (das heutige Van) und führte dann durch das Tal von Malazgirt am Murat entlang nach Varto. Von hier führte er weiter nach Westen Richtung Elazığ und Malatya nach Mittelanatolien und Syrien.
Nach dem Fall Urartus beherrschten die Meder die Gegend. Sie tauchten im 7. Jahrhundert v. Chr. im Tal von Muş auf. Doch keine 100 Jahre später wurden der medische Thron 550 von dem Achämeniden Kyros II. übernommen. Die Perser herrschten 200 Jahre lang über Muş. Vielleicht siedelten im Gebiet von Muş die Arodier. Damals gehörte Muş zur Satrapie Babylon. Das wichtigste Ereignis aus der Perserzeit war der Durchzug der zehntausend griechischen Söldner unter dem Kommando von Xenophon. Er schrieb in seiner Anabasis, dass das Volk von Muş in Stämmen lebte und seinem Heer mit Nahrung und Pferden aushalf.
In den kommenden Jahrhunderten war Muş der Schauplatz der Kämpfe von Römern und Parthern. Als Puffer zwischen diesen Mächten lagen armenische Fürstentümer, unter diesen der Kanton Taron (Muş) in der Provinz Turuberan. Nach der armenischen Überlieferung gründete der heilige Gregor Anfang des 4. Jahrhunderts in Aschtischat nördlich der Stadt Muş die erste Kirche der armenischen Christen. Aschtischat war demnach das erste religiöse Zentrum der Armenier in frühchristlicher Zeit. Am heiligen Ort Aschtischat wurde das Surb-Karabet-Kloster gegründet, ein bedeutendes Pilgerzentrum vom Mittelalter bis ins 19. Jahrhundert. Weitere Klöster in der Umgebung waren Surb Arakelots und Yeghrduti Vank.
Die Parther konnten längerfristig die Fürstentümer an sich binden und die Römer aus Ostanatolien fernhalten. Die Nachfolger der Parther wurden die Sasaniden, welche die Römer und später die Byzantiner als Gegner hatten. Die Sasaniden beherrschten Muş 400 Jahre. Doch der byzantinische Kaiser Herakleios konnte die Sasaniden besiegen. Aber nicht lange danach drangen im 7. Jahrhundert n. Chr. muslimische Heere in Anatolien und Iran ein. Das Reich der Sasaniden zerfiel und die Araber drangen bis Muş vor, konnten aber die Byzantiner von dort nicht vertreiben. Eine wesentliche frühmittelalterliche Quelle für die Auseinandersetzungen zwischen den Byzantinern und Sassaniden in Muş im 6. und 7. Jahrhundert ist Johannes Mamikoneans „Geschichte von Taron“.

### Mittelalter
Bis 1071 blieb Muş mit Unterbrechungen Teil von Byzanz. Es war Teil des Thema Taron. Taron blieb der Name der Provinz im gesamten Mittelalter. Im Jahr 641 konnte der arabische General Iyad ibn Ghanm die wichtigen Städte Bitlis, Ahlat und Muş einnehmen. Doch die Araber wechselten sich hier mit den Byzantinern ab. Unter den Umayyaden wurde Muş von Diyarbakır aus verwaltet. Unter den Abbasiden-Kalifat war Muş später Teil der Region al-ʿAwāsim. Mit dem Nachlassen der abbasidischen Kontrolle wurde Muş Teil des Reiches der Bagratiden.
Im 11. Jahrhundert drangen die Seldschuken in den Iran und nach Ostanatolien ein. 1054 belagerten sie Malazgirt. Wenig später eroberte der seldschukische Herrscher Alp Arslan Malazgirt und schickte sich an, Syrien zu unterwerfen. Kaiser Romanos IV. eroberte die Stadt zurück. 1071 kam es schließlich zur Schlacht bei Manzikert, die Byzanz verlor. Mit der Schlacht verlor Byzanz Ostanatolien und die türkische Besiedlung setzte ein. Muş wurde zum Teil des Seldschukenreiches.
Im 12. Jahrhundert entstand in Ahlat das Beylik der Ahlatschahs. Muş wurde ebenfalls Teil dieses Fürstentums. In der kommenden Zeit wechselte Muş zwischen den Ahlatschahs, den Ortoqiden und den Ayyubiden hin und her. 1191 belagerten die Ayyubiden die Burg von Malazgirt. Aber Muş blieb Teil der Ahlatschahs, deren Herrscher 1196 von seinem Schwiegersohn gestürzt und getötet wurde. Frau und Sohn des toten Herrschers wurden in der Festung von Muş festgesetzt, doch der Okkupator wurde schon 1197 wieder vertrieben.
1207 endete das Fürstentum der Ahlatschahs und die Ayyubiden wurden die neuen Herrscher von Muş. Um 1225 drang Dschalal ad-Din, der letzte Herrscher Choresm-Schahs in Muş und Umgebung ein. Er war vor den Mongolen geflohen und wollte sich in Anatolien ein neues Reich aufbauen. Dabei verwüstete er ganze Gebiete. Er wurde 1230 vom rumseldschukischen Sultan Kai Kobad I. geschlagen und Muş wurde Teil des Sultanats Rum. Doch die Rumseldschuken unterlagen 1243 ihrerseits den Mongolen. Muş wurde von den Mongolen geplündert und verwüstet. Seit dem Ende der Ahlatschahs verlor Muş immer mehr an kultureller Bedeutung. Unter den Ahlatschahs gab es eine rege Bautätigkeit. Das Gebiet wurde immer mehr türkisiert. Die Nachfolger der Mongolen wurden die Ilchane.
In den kommenden Jahrhunderten wurde Muş Teil des Reiches der Weißen Hammel und des Reiches der Schwarzen Hammel. Zur Zeit der Herrschaft der Schwarzen Hammel flohen viele Turkmenen aus Innerasien vor Timurs Armeen. Die Herrscher über Muş siedelten diese Flüchtlinge in den Orten Muş, Bulanık, Malazgirt und Varto an. Schließlich fiel Timur auch in Anatolien ein und Städte wie Muş wurden geplündert und die Menschen massakriert. Jahrhunderte später schrieb Evliya Çelebi, dass man die Spuren der Verwüstungen noch sehen könne. Der Herrscher der Schwarzen Hammel Qara Yusuf suchte Zuflucht bei den Osmanen in Westanatolien. Diese wurden aber ihrerseits 1402 bei Ankara geschlagen. Wenig später zog sich Timur wieder aus Anatolien zurück. So konnte Qara Yusuf in sein Gebiet zurückkehren. Die Konkurrenz der Schwarzen Hammel waren die Weißen Hammel. Der mächtigste Herrscher der Weißen Hammel Uzun Hasan schlug in Muş die Schwarzen Hammel unter Dschahan Schah 1467. 1473 kämpfte Uzun Hasan gegen die Osmanen um die Vorherrschaft in Anatolien und verlor. 1478 starb Uzun Hasan im Exil. Sein Reich fiel größtenteils an die Safawiden. Der italienische Gesandte Giosafat Barbaro besuchte Uzun Hasan an seinem Hof und sagte, dass Muş gut bevölkert und die Festung stark sei.
1514 kam es zur entscheidenden Schlacht bei Tschaldiran zwischen den Osmanen und den Safawiden. Die Osmanen siegten und Ostanatolien wurde ein fester Teil ihres Reiches. Sie banden die kurdischen Fürsten in Ostanatolien durch Zusicherung einer Autonomie an sich und konnten so die Grenze zum Iran sichern.
Muş wurde zur osmanischen Zeit mal als Sandschak Teil des Eyâlets von Van und mal Teil des kurdischen Fürstentums von Bitlis, dessen bekanntester Herrscher Şerefhan war. Als das Fürstentum endete, wurde Muş Teil von Erzurum. Im 18. Jahrhundert gab es in und um Muş eine lokale Herrscherdynastie.

### Neuzeit
Bedingt durch die Nähe zum Iran wurde Muş und Umgebung 1794 und 1821 Ziel der Kriegszüge der Könige von Iran. Doch die Osmanen konnten die Angriffe wieder zurückschlagen. Mit einem Edikt der hohen Pforte vom 1839 sollten alle lokalen Herrscher im Reich, auch die von Muş, beseitigt und das Reich stärker zentralisiert werden. Muş verlor dadurch seinen Status und wurde Teil Erzurums.
1899 wurde im Osten die Hamidiye gegründet. Diese aus kurdischen Stammeskriegern bestehenden Einheiten wurden vorwiegend gegen die Gefahr aus Russland, die das Osmanische Reich im Osten bedrohte, eingesetzt. Doch die Hamidiye ergriff auch Partei in Kämpfen zwischen den verschiedenen kurdischen Stämmen. 1890 eskalierte die Lage im Osten, es kam zu Massakern zwischen Armeniern und den muslimischen Einwohnern. Die Armenier gründeten mit Unterstützung der Russen mehrere Komitees, unter anderem die Dashnak. Ihr Ziel war die Schaffung eines armenischen Staates in Ostanatolien. Muş wurde in den folgenden Jahrzehnten Schauplatz mehrere Aufstände, so zum Beispiel der Aufstand 1895 von Sason.

### Erster Weltkrieg und Auslöschung der Armenier
Im Ersten Weltkrieg drangen die russischen Truppen über den Kaukasus durch Nordostanatolien ins osmanische Reich ein. Gleichzeitig wurden unter dem Vorwand der Kollaboration mit den Invasoren alle Armenier, die in der osmanischen Armee dienten, unter Arrest gestellt und die armenische Bevölkerung in Muş zusammengetrieben, getötet oder deportiert. Kurdische Stämme bemächtigten sich der armenischen Eigentümer und Ländereien. Von den ehemals 140.000 Armeniern im Sandschak Muş, flohen 20.000 in die Berge. 1915 rückten die Russen über Ağrı bis Malazgirt vor. Im Februar 1915 fiel Varto und 1916 Muş unter russische Kontrolle. Viele muslimische Einwohner flohen vor dem Druck der Russen und den Überfällen der Armenier aus Muş. Ein osmanischer Vorstoß zur Rückeroberung von Muş fand im August 1916 statt. Es glückte zwar, doch die Russen konnten die Stadt abermals erobern. Daraufhin eroberten die Osmanen die Stadt am 30. April 1917 wieder zurück. Mit dem Waffenstillstand vom 18. August 1917 zogen sich die Russen aus dem Gebiet zurück.
Nach der Niederlage der Osmanen im Ersten Weltkrieg, begann der türkische Befreiungskrieg gegen die Alliierten und den Sultan. Im Osten kämpfte General Kâzım Karabekir gegen die armenischen Truppen, die weiter für ihren eigenen Staat kämpften, aber sich dann aus Anatolien zurückziehen mussten. Erst mit dem Vertrag von Alexandropol (Gümrü) am 2. Dezember 1920 wurde die Ostgrenze zwischen der Türkei und den Nachbarn geregelt und befriedet.

### Muş nach 1923
Kurz nach der Errichtung der Republik Türkei brach 1925 im Osten der Scheich-Said-Aufstand aus. Dieser weitete sich auch nach Muş aus. Die Aufständischen griffen die Städte Muş, Varto, Göynük und Malazgirt an. Varto wurde eingenommen, doch die Aufständischen wurden vor Muş zurückgeschlagen. Kurze Zeit später wurde der Aufstand niedergeschlagen und Scheich Said erhängt.

## Persönlichkeiten
- Nilüfer Akbal (* 1969), Sängerin
- İsmet Elçi (* 1964), Schriftsteller und Regisseur
- Cibranlı Halit Bey (1882–1925), kurdischer Offizier in der osmanischen Armee